# Châteaubourg, Ille-et-Vilaine
Châteaubourg (bretonsko Kastell-Bourc'h) je naselje in občina v severozahodnem francoskem departmaju Ille-et-Vilaine regije Bretanje. Leta 2009 je naselje imelo 6.125 prebivalcev.

## Geografija
Naselje leži v pokrajini Bretaniji ob reki Vilaine, 23 km vzhodno od Rennesa.

## Uprava
Châteaubourg je sedež istoimenskega kantona, v katerega so poleg njegove vključene še občine Domagné, Louvigné-de-Bais, Ossé, Saint-Didier in Saint-Jean-sur-Vilaine z 12.937 prebivalci.
Kanton Châteaubourg je sestavni del okrožja Fougères-Vitré.

## Zanimivosti
- Cerkev sv. Petra
- stari mlin, Ar Milin
- cerkev sv. Melanija

- cerkev sv. Petra iz konca 19. stoletja,
- cerkev sv. Melanija iz 17. stoletja,
- stari mlin, Ar Milin, na reki Vilaine,
- spomenik padlim med prvo svetovno vojno.

## Pobratena mesta
- Iffeldorf (Bavarska, Nemčija);